# Murat Gassiev
Murat Georgievich Gassiev (rusă Мурат Георгиевич Гассиев; osetă Гасситы Георгийы фырт Мурат (n. 12 octombrie 1993) este un boxer rus care din 2016 deține centura IBF la categoria cruiser. În octombrie 2017, Gassiev se află clasat pe locul 2 în topul celor mai buni boxeri la categoria cruiser de către Transnational Boxing Rankings Board și revista The Ring, și al patrulea de către BoxRec.

## Rezultate în boxul profesionist
| 30 de victorii (23 prin knockout, 7 la puncte), 2 înfrângeri, 0 remize, 1 lupte nedisputate |                  |                      |     |               |             |                                                   | |
| Rez.                                                                                        | Rezultat general | Adversar             | Tip | Runda, Timp   | Data        | Locația                                           | Note |
| Înfrângere                                                                                  | 30–2 (1)         | Otto Wallin          | SD  | 12            | 30 Sep 2023 | Regnum Carya Hotel, Antalya, Turcia               | Pierde centura WBA Inter-Continental la categoria grea |
| Victorie                                                                                    | 30–1 (1)         | Mike Balogun         | KO  | 2 (10), 1:41  | 3 Mar 2023  | Karen Demirchyan Complex, Yerevan, Armenia        | Câștigă centura vacantă WBA Inter-Continental la categoria grea |
| Victorie                                                                                    | 29–1 (1)         | Carlouse Welch       | TKO | 1 (10), 1:27  | 26 Aug 2022 | Belgrade Waterfront Plato Arena, Belgrade, Serbia | Câștigă centura vacantă EBP la categoria grea |
| Victorie                                                                                    | 28–1 (1)         | Michael Wallisch     | TKO | 4 (10), 3:00  | 22 Jul 2021 | Dynamo Volleyball Arena, Moscova, Rusia           | Câștigă centura vacantă WBA Asia la categoria grea |
| Victorie                                                                                    | 27–1 (1)         | Nuri Seferi          | TKO | 1 (10), 1:33  | 31 Oct 2020 | WoW Arena, Krasnaya Polyana, Rusia                | |
| Înfrângere                                                                                  | 26–1 (1)         | Oleksandr Usyk       | UD  | 12            | 11 mai 2018 | Jeddah, Saudi Arabia                              | Pierde centurile WBA și IBF cruiserweight; Pentru centurile WBC, WBO și centurile The Ring și Lineal vacante la categoria cruiserweight; World Boxing Super Series: cruiserweight final |
| Victorie                                                                                    | 26–0 (1)         | Yunier Dorticos      | TKO | 12 (12), 2:52 | 3 Feb 2018  | Bolshoy Ice Dome, Sochi, Russia                   | Păstrează centura IBF cruiserweight; Câștigă centura WBA cruiserweight; World Boxing Super Series: cruiserweight semi-final                                                             |
| Victorie                                                                                    | 25–0 (1)         | Krzysztof Włodarczyk | KO  | 3 (12), 1:57  | 21 Oct 2017 | Prudential Center, Newark, New Jersey, US         | Retained IBF cruiserweight title; World Boxing Super Series: cruiserweight quarter-final                                                                                                |
| Victorie                                                                                    | 24–0 (1)         | Denis Lebedev        | SD  | 12            | 3 Dec 2016  | Megasport Arena, Moscova, Rusia                   | Won IBF cruiserweight title |
| Victorie                                                                                    | 23–0 (1)         | Jordan Shimmell      | KO  | 1 (12), 2:54  | 17 May 2016 | Black Bear Casino, Carlton, Minnesota, SUA        | |
| NC                                                                                          | 22–0 (1)         | Isiah Thomas         | NC  | 3 (12), 3:00  | 18 Dec 2015 | Pearl Concert Theater, Paradise, Nevada, SUA      | NC after Thomas could not continue from an accidental punch following the bell |
| Victorie                                                                                    | 22–0             | Rodney Moore         | KO  | 2 (6), 1:55   | 13 Jun 2015 | Florentine Gardens, Los Angeles, California, SUA  | |
| Victorie                                                                                    | 21–0             | Felix Cora Jr.       | TKO | 9 (12), 1:10  | 17 Apr 2015 | Foxwoods Resort Casino, Ledyard, Connecticut, SUA | Retained IBF Inter-Continental cruiserweight title |
| Victorie                                                                                    | 20–0             | Terrance Smith       | TKO | 4 (6), 2:29   | 23 Jan 2015 | Quiet Cannon, Montebello, California, SUA         | |
| Victorie                                                                                    | 19–0             | Engin Karakaplan     | TKO | 1 (12), 1:39  | 31 Oct 2014 | Dvorec sporta "Manezh", Vladikavkaz, Rusia        | Won vacant IBF Inter-Continental cruiserweight title |
| Victorie                                                                                    | 18–0             | Leon Harth           | TKO | 4 (10), 2:46  | 30 Aug 2014 | Gerry Weber Stadion, Halle, Germania              | |
| Victorie                                                                                    | 17–0             | Daniil Peretyatko    | RTD | 1 (8), 3:00   | 25 Jun 2014 | Sport Hall, Tskhinvali, South Ossetia             | |
| Victorie                                                                                    | 16–0             | Giorgi Tevdorashvili | TKO | 2 (8), 2:00   | 14 May 2014 | Restaurant "Zolotaya Korona", Vladikavkaz, Rusia  | |
| Victorie                                                                                    | 15–0             | Ismail Abdoul        | UD  | 12            | 1 Feb 2014  | Traktor Sport Palace, Chelyabinsk, Rusia          | Won vacant IBF East/West Europe cruiserweight title |
| Victorie                                                                                    | 14–0             | Ivica Bacurin        | UD  | 10            | 13 Dec 2013 | Traktor Sport Palace, Chelyabinsk, Rusia          | Retained WBC Youth cruiserweight title |
| Victorie                                                                                    | 13–0             | Roman Mirzoev        | RTD | 3 (6), 3:00   | 13 Sep 2013 | Restaurant "Zolotaya Korona", Vladikavkaz, Rusia  | |
| Victorie                                                                                    | 12–0             | Levan Jomardashvili  | TKO | 2 (10), 1:10  | 26 Jun 2013 | Yunost Sport Palace, Chelyabinsk, Rusia           | Won vacant WBC Youth cruiserweight title |
| Victorie                                                                                    | 11–0             | Igor Pylypenko       | TKO | 4 (6), 1:21   | 26 May 2013 | Sports Complex Mordovia, Saransk, Rusia           | |
| Victorie                                                                                    | 10–0             | Farruh Madaminov     | KO  | 2 (8)         | 11 May 2013 | Tennis Centre, Khanty-Mansiysk, Rusia             | |
| Victorie                                                                                    | 9–0              | Denis Solomko        | TKO | 3 (8), 2:50   | 16 Mar 2013 | Sports Palace "Znamya", Noginsk, Rusia            | |
| Victorie                                                                                    | 8–0              | Ivan Serbin          | UD  | 6             | 24 Nov 2012 | Yunost Sport Palace, Chelyabinsk, Rusia           | |
| Victorie                                                                                    | 7–0              | Ruslan Semenov       | TKO | 3 (6), 1:38   | 13 Oct 2012 | Tskhinvali, South Ossetia                         | |
| Victorie                                                                                    | 6–0              | Peter Hegyes         | TKO | 2 (6)         | 24 Jul 2012 | Budva, Montenegro                                 | |
| Victorie                                                                                    | 5–0              | Teymuraz Kekelidze   | TKO | 1 (6), 2:36   | 31 May 2012 | Ufa Arena, Ufa, Rusia                             | |
| Victorie                                                                                    | 4–0              | Igor Pylypenko       | UD  | 6             | 8 Apr 2012  | Sports Palace "Znamya", Noginsk, Rusia            | |
| Victorie                                                                                    | 3–0              | Daniil Zakharenko    | UD  | 4             | 16 Mar 2012 | Circus, Krasnodar, Rusia                          | |
| Victorie                                                                                    | 2–0              | Vladimir Chuklin     | TKO | 4 (4), 1:27   | 26 Nov 2011 | Traktor Ice Arena, Chelyabinsk, Rusia             | |
| Victorie                                                                                    | 1–0              | Roman Mirzoev        | UD  | 4             | 21 Sep 2011 | Dvorec sporta "Manezh", Vladikavkaz, Rusia        | Professional debut |